# Yola (chi bọ cánh cứng)
Yola là một chi bọ cánh cứng trong họ Dytiscidae.
Chi này được Gozis miêu tả khoa học năm 1886.

## Các loài
Các loài trong chi này gồm:
- Yola alluaudi Peschet, 1925
- Yola babaulti Peschet, 1921
- Yola bertrandi Guignot, 1952
- Yola bicarinata (Latreille, 1804)
- Yola bicostata Zimmermann, 1926
- Yola bicristata (Sharp, 1882)
- Yola bistroemi Rocchi, 2000
- Yola buettikeri Brancucci, 1985
- Yola consanguinea (Régimbart, 1892)
- Yola costipennis (Fairmaire, 1869)
- Yola counselli Biström, 1991
- Yola cuspis Bilardo & Pederzani, 1978
- Yola darfurensis J.Balfour-Browne, 1947
- Yola deviata Biström, 1987
- Yola dilatata Régimbart, 1906
- Yola dohrni (Sharp, 1882)
- Yola endroedyi Biström, 1983
- Yola enigmatica Omer-Cooper, 1954
- Yola ferruginea Biström, 1987
- Yola fluviatica Guignot, 1952
- Yola frontalis Régimbart, 1906
- Yola gabonica Biström, 1983
- Yola grandicollis Peschet, 1921
- Yola indica Biström, 1983
- Yola intermedia Biström, 1983
- Yola kivuana Guignot, 1958
- Yola marginata Biström, 1983
- Yola mocquerysi (Régimbart, 1894)
- Yola natalensis (Régimbart, 1894)
- Yola nigrosignata Régimbart, 1895
- Yola nilgiricus Biström, 1983
- Yola ocris Guignot, 1953
- Yola panelii Biström, 1982
- Yola peringueyi Guignot, 1942
- Yola pinheyi Biström, 1983
- Yola porcata (Klug, 1834)
- Yola senegalensis Régimbart, 1895
- Yola simulantis Omer-Cooper, 1965
- Yola subcostata Bilardo & Rocchi, 1999
- Yola subopaca Régimbart, 1895
- Yola swierstrai Gschwendtner, 1935
- Yola tschoffeni Régimbart, 1895
- Yola tuberculata Régimbart, 1895
- Yola wraniki Wewalka, 2004